# Ponta do Sol (freguesia)
Ponta do Sol es una freguesia portuguesa del concelho de Ponta do Sol, con 28,20 km² de superficie y 4.224 habitantes (2001). Su densidad de población es de 149,8 hab/km².